# Czéh Borbála
Czéh Borbála - házasságkötése óta Gerencsér Jánosné - (Dorog, 1939. március 25. –)  élsportoló atléta, tanár, a Dorogi Gimnázium igazgatója, közéleti személyiség.

## Életútja
Fiatalon szülővárosának sportegyesületében, a Dorogi Bányász atlétikai szakosztályának versenyzője lett. Elsősorban a gerelyhajításban emelkedett ki, amelyben országos ifjúsági  bajnok volt. A sport mellett a Testnevelési Főiskolán szerzett diplomát. Tanári pályafutását 1961-ben kezdte Nyergesújfalun, az Irinyi János Gimnáziumban, majd 1969-1994 között a Dorogi Gimnázium tanára, igazgatóhelyettese, 1989-től pedig igazgatója volt. Tanítványai közül sokan nyertek sikeres felvételt a legnevesebb honi felsőfokú oktatási intézményekben. Egyik leghíresebb diákja Füle Antal. Hosszú időn át a Pedagógusok Szakszervezete Járási majd Városi Bizottságának volt az elnöke. Hivatásában végzett munkájával és egyéniségével pályatársai és diákjai tiszteletét és szeretetét vívta ki. Az egyik legnépszerűbb tanár volt Dorogon. Tagja a Dorogról elszármazottak Klubjának és állandó résztvevője annak éves dorogi összejöveteleinek.

## Kitüntetései
- Kiváló Munkáért (1982)
- Kiváló Társadalmi Munkáért (1984)

## Családja
Házasságkötése lévén került Nyergesújfaluba, ahol jelenleg is él. Egy lánya és egy fia van. Testvére Czéh László, ismert labdarúgó, a Dorogi Bányász egykori játékosa.

## Külső hivatkozások
- A dorogi gimnázium honlapja